# Kate Darling
Katherine ‘Kate’ Irene Maynard Darling (27 de enero de 1982) es una académica estadounidense-suiza. Trabaja sobre las implicaciones legales y éticas de la tecnología. Desde 2019, es especialista en investigación en el MIT Media Lab.

## Trayectoria
Nació en los Estados Unidos y creció en Suiza. Es licenciada en Economía y Derecho por la Universidad de Basilea. Tras completar su tesis doctoral de 2014 titulada Derechos de autor y nuevas tecnologías: análisis teórico y empírico de las transferencias de derechos de autor y los incentivos a la producción de contenidos, en la ETH de Zúrich, Darling regresó a Estados Unidos para impartir un curso de ética robótica en la Facultad de Derecho de Harvard con Lawrence Lessig. El curso trata sobre el modo en el que el Derecho y la robótica trabajan juntos y está centrado, sobre todo, en los problemas jurídicos y sociales de la robótica. Darling ha sido becaria del Centro Berkman Klein de Harvard para Internet y Sociedad, del Yale Information Society Project y del Center for Law & Economics.
Darling es doctora honoraria en Ciencias por el Middlebury College y ha publicado trabajos académicos sobre temas como la interacción humano-robot y la transferencia de derechos de autor.  Fue galardonada con un Premio Mark T Banner en Propiedad Intelectual.